# Terre (roman)
Pour les articles homonymes, voir Terre (homonymie).
Terre (titre original : Earth) est un roman de David Brin publié en 1990. Il a été traduit en français en 1992 sous la forme de deux livres : La Chose au cœur du monde et Message de l’univers.